# Приключения Шерлока Холмса и доктора Ватсона: Двадцатый век начинается
«Приключе́ния Ше́рлока Хо́лмса и до́ктора Ва́тсона: Двадца́тый век начина́ется» — пятая и заключительная часть цикла советских телевизионных художественных фильмов, снятая в 1986 году режиссёром Игорем Масленниковым по мотивам рассказов английского писателя Артура Конан Дойля о знаменитом сыщике Шерлоке Холмсе.

## Сюжет
Начинается XX век. Королева Виктория умерла, и времена «старой доброй Англии» закончились. Вместо этого во всём мире начинается технический бум, общественность пользуется автомобилями, радио, телефоном и кинематографом, а так же электричеством. Шерлок Холмс и доктор Ватсон покинули дом № 221-b на Бейкер-стрит. Холмс уехал в Суссекс и занялся пчеловодством. Ватсон женился на мисс Морстен и вернулся к врачебной практике. Миссис Хадсон также уехала с Бейкер-стрит, но наказала строительной компании, купившей дом, создать в гостиной музей Шерлока Холмса. Инспектор Лестрейд ушёл на пенсию. Брат Шерлока Майкрофт Холмс стал важным государственным деятелем Великобритании.
Однако в новом веке появились новые, куда более опасные преступники, замешанные в политике и международных отношениях. Европа оказалась на грани мировой войны.

### Первая серия
Поздно вечером на станцию Айфорд по просьбе полковника Старка прибыл молодой инженер-гидравлик Виктор Хедерли. Старку нужно было его мнение по поводу гидравлического пресса, который вышел из строя. Приехав с полковником на место, инженер-гидравлик осмотрел пресс и определил причину неисправности, но потом опрометчиво начал разглядывать металлический пол пресса и оказался закрыт внутри конструкции при включённом механизме. Инженер в последний момент сумел избежать верной гибели, выломав деревянную доску в конструкции пресса. Молодому инженеру-гидравлику удаётся выбраться из дома через окно верхнего этажа, потеряв при этом большой палец правой руки. Для выяснения всех обстоятельств произошедшего Холмс, Ватсон и Виктор Хедерли прибыли на станцию Айфорд. Рядом со станцией был сгоревший дом, в котором, как выяснилось, и находился инженер-гидравлик. На месте пожара строится теория, что гидравлический пресс был использован для чеканки чего-то такого, что было покрыто амальгамой, которая была похожа на серебро. Холмс и Ватсон сообщают обо всём Майкрофту. Майкрофту становится понятно, что производством фальшивых денег на территории Великобритании занимается Германская империя, и он принимает ответные меры.
В то же время премьер-министр страны Томас Бэллинджер и министр по европейским делам Трелони Хоуп обращаются к Холмсу за помощью. В доме Хоупа из шкатулки, закрывающейся на ключ, пропало очень важное письмо одного иностранного монарха. После опубликования письма страна вступит в большую войну. После этого к Холмсу и Ватсону наносит визит знатная дама — леди Хильда Трелони Хоуп. Она узнала, что вчера вечером в их доме пропал какой-то документ, и пыталась расспросить, какие могут быть последствия, и попросила держать в тайне от мужа её визит, но, так ничего и не выяснив, она покинула дом.
Холмс и Ватсон посетили место убийства Эдуардо Лукаша, одного из резидентов, способного на такую смелую игру с письмом. Место, где был убит Лукаш, было в нескольких минутах ходьбы от места, где было украдено письмо. Для окончательного разъяснения Холмс с Ватсоном приходят в дом к леди Хильде Трелони Хоуп, и требуют от неё вернуть письмо, в противном случае обо всём узнает её муж. Сначала она упорно сопротивляется, но в итоге всё же отдаёт письмо Холмсу, и он с помощью женской шпильки возвращает письмо в шкатулку. В благодарность за сохранение тайны леди Хильда рассказала, что Эдуардо Лукаш путём шантажа заставил её выкрасть и принести ему письмо, и что она на своё имя приобрела гидравлический пресс, который был тайно переправлен на остров. «Государственных мужей» заверили, что инцидент с письмом исчерпан.

### Вторая серия
Младший клерк конторы Арсенала Артур Кадоген Уэст найден убитым на рельсах метро. В кармане Уэста были найдены чертежи подводной лодки Брюса-Партингтона, которые хранились в надёжном сейфе секретного отдела — в помещении, смежном с Арсеналом. При нём было 7 чертежей, а 3 самых важных пропали. Доступ к сейфу имели ныне почивший правительственный эксперт Джеймс Уолтер и старший клерк конторы Арсенала — техник Сидней Джонсон. Холмс обнаружил, что ставни в помещении, в котором находился сейф с документами, неплотно закрываются, и без труда можно заглянуть с улицы в комнату. От невесты покойного Кадогена Уэста, мисс Уэстбери, выясняется, что вечером перед смертью они собрались в театр. Дорога проходила недалеко от Арсенала, вдруг Артур бросился от неё в сторону и скрылся в тумане. Дом, в котором проживал крупный международный шпион Гуго Оберштейн, примыкал к рельсам метро. В его квартире были найдены газетные вырезки с инициалами «Пьеро», адресованные неизвестному человеку, который встречался здесь со шпионом. Холмс публикует в газете для объявлений новое сообщение от «Пьеро» для того, чтобы человек пришёл на встречу. На встречу пришёл полковник Валентайн, брат покойного сэра Джеймса Уолтера. Полковник Валентайн сознался в том, что, воспользовавшись ключами брата, он выкрал чертежи из сейфа и передал их Оберштейну, а Кадоген Уэст выследил его и преследовал до этого дома, где был убит Оберштейном. Оберштейн взял 3 самых важных чертежа, а 7 остальных засунул в карман Уэсту, чтобы кражу приписали ему. Также удалось выяснить, что у Оберштейна были срочные дела в Суссексе.
Холмс и Ватсон приезжают в Суссекс. Сосед Холмса — немецкий шпион мистер фон Борк, который покупал у него мёд, — собирал вещи и готовился к отъезду из Англии. «Американский ирландец Олтемонт» (за которого выдавал себя Холмс) привёз своему хозяину очередной пакет с «секретными документами» (наставление по пчеловодству). За разговором в доме «Олтемонт» стал обвинять хозяина в том, что он выдаёт своих агентов, и просит помочь как можно скорее в целях безопасности покинуть страну. Несмотря на оплошность со стороны Ватсона, которая едва не сорвала всю операцию, Холмс усыпляет фон Борка с помощью хлороформа.

## Роли исполняли
- Василий Ливанов — Шерлок Холмс
- Виталий Соломин — доктор Джон Ватсон
- Борислав Брондуков (озвучивал Игорь Ефимов) — инспектор Лестрейд
- Борис Клюев — Майкрофт Холмс, старший брат Шерлока
- Леонид Куравлёв — фон Борк, немецкий шпион
- Михаил Морозов — мистер Смит, представитель строительной компании на Бейкер-стрит, временный дворецкий Холмса и Ватсона во время их возвращения
- Екатерина Зинченко (озвучивала Наталья Рычагова) — миссис Мэри Ватсон (до замужества — Морстен)

#### Первая серия
- Иннокентий Смоктуновский — лорд Томас Бэллинджер, премьер-министр Великобритании
- Александр Романцов — сэр Трелони Хоуп, министр по европейским делам
- Елена Сафонова — леди Хильда Трелони Хоуп, жена министра по европейским делам
- Виктор Корецкий — Виктор Хедерли, инженер-гидравлик
- Евгений Платохин (озвучивал Андрей Ургант) — Эдуардо Лукаш (он же — полковник Лизандер Старк), немецкий шпион
- Лариса Гузеева — мадам Анри Фурне (она же — Эльза), жена Лукаша
- Игорь Ефимов — мистер Фергюсон, компаньон Старка
- Владимир Калиш — смотритель на станции Айфорд
- Константин Воробьёв — инспектор Питкин
- Аркадий Коваль — констебль Макферсон
- О. Аксёнов — Джейкобс, дворецкий Хоупа
- Бронислав Величко — железнодорожник

#### Вторая серия
- Рина Зелёная — миссис Марта Хадсон
- Светлана Смирнова — мисс Уэстбери, невеста младшего клерка конторы Арсенала Артура Кадогена Уэста
- Марис Лиепа — полковник Валентайн Уолтер, брат правительственного эксперта сэра Джеймса Уолтера
- Владимир Татосов — барон фон Херлинг, друг фон Борка
- Евгений Иловайский — мистер Сидней Джонсон, техник, старший клерк конторы Арсенала
- А. Андреев — дворецкий сэра Джеймса Уолтера
- Игорь Масленников — киномеханик (в титрах не указан)

## Съёмочная группа
- Режиссёр: Игорь Масленников
- Автор сценария: Игорь Масленников
- Оператор: Юрий Векслер
- Художник-постановщик: Исаак Каплан
- Композитор: Владимир Дашкевич

## Производство
Фильм снят на основе четырёх детективных рассказов писателя:
- «Палец инженера»;
- «Второе пятно»;
- «Чертежи Брюса-Партингтона»;
- «Его прощальный поклон».

Использованы также эпизоды из других рассказов о Шерлоке Холмсе.
Премьера по Центральному телевидению состоялась 12 марта 1988 года. Существует также версия для кинотеатров под названием «Шерлок Холмс в XX веке», которая вышла раньше телевизионного оригинала — в апреле 1987 года.
Ресторан, в котором ужинают Холмс и Ватсон в середине второй серии — это перемонтированный павильон, в котором снималась гостиная миссис Хадсон. Эпизод же с места обнаружения тела Кадогена Уэста снимали в электродепо «Автово».
Игорь Масленников был невысокого мнения об этой своей работе, а по словам Василия Ливанова:
То, что мы согласились сниматься в последнем фильме, уже стало ошибкой. Самая неудачная, считаю, наша работа. А все от того, что сценарий к этой картине писал сам Масленников. И такой плохой, что мне лично пришлось переправлять 4 или 5 эпизодов. Да и, честно говоря, мы с Соломиным уже устали от этих накрахмаленных воротников и причёсок на пробор.
Фильм стал последней работой в кино Рины Зелёной.